# Uunartoq (Qeqertarsuaq)
Uunartoq [ˈuːˌnɑtːɔq] (nach alter Rechtschreibung Ûnartoĸ) ist eine wüst gefallene grönländische Siedlung im Distrikt Qeqertarsuaq in der Kommune Qeqertalik.

## Lage
Uunartoq liegt am Sullorsuaq (Vaigat) an der Nordostküste der Diskoinsel. Die nächstgelegenen heute noch bewohnten Orte sind Saqqaq 28 km nordöstlich, Qeqertaq 51 km östlich, Qeqertarsuaq 81 km südwestlich und Kangerluk 69 km südwestlich.

## Geschichte
Uunartoq war bereits vor der Kolonialzeit bewohnt. Davon zeugen heidnische Gräber mit Perlen und anderen Gegenständen, die die Bewohner von holländischen Walfängern erhalten hatten. 1793 lebten sechs ungetaufte Grönländer in einem Haus in Uunartoq. 1798 war der Ort immer noch bewohnt, aber 1805 hatte Uunartoq keine Einwohner mehr. Erst um 1870 wurde Uunartoq kurz nach der Gründung von Ujarasussuk 7,5 km südöstlich wieder besiedelt.
1915 hatte der Wohnplatz 38 Einwohner. Sie lebten in vier Häusern, hatten aber auch ein Haus 30 km nordöstlich bei Qullissat, von wo aus sie auf Jagd gingen. Die Bewohner waren wohlhabender als die Menschen in Ujarasussuk. 1930 hatte Uunartoq 31 Einwohner. 1940 waren es noch 26 und 1950 nur noch 12, 1960 war die Einwohnerzahl auf 7 Personen zurückgegangen und 1962 wurde Uunartoq aufgegeben.
Uunartoq war bis 1950 ein Wohnplatz der Gemeinde Ujarasussuk. Anschließend wurde er ein Teil der Gemeinde Vaigat.